# SFeraKon
SFeraKon je najstarija i najveća hrvatska ZF konvencija koju organizira Društvo za znanstvenu fantastiku SFera iz Zagreba.

## Vrijeme održavanja
Uvriježeno je da SFeraKon svake godine počinje uglavnom u petak najbliži danu 23. travnja.

## Povijest
Povjesničar umjetnosti Želimir Koščević, jedan je od utemeljitelja zagrebačkog društva za znanstvenu fantastiku SFera te jedan od organizatora znanstvenofantastičnih sajmova početkom sedamdesetih godina prošlog stoljeća. Ti su sajmovi posebno značajni događaji za domaću znanstvenu fantastiku jer predstavljaju začetak konvencije SFeraKon te svih kasnijih žanrovskih konvencija u Hrvatskoj.
Prvi organizirani skupovi ljubitelja znanstvene fantastike u Zagrebu s početka sedamdesetih u obliku tzv. Sajmova ZF-a u Galeriji Studentskog centra ubrzo su prerasli u veće manifestacije, na razini čitave bivše države, pod nazivom YUcon. Nakon dva YUcona u Galeriji SC-a, konvencija se zajedno sa SFerom preselila u prostore Kulturnog doma Peščenica u Ivanićgradskoj, gdje je 4. veljače 1983. godine održan prvi SFeraKon, na kojem je počasni gost bio britanski pisac James Gunn.
Sljedećih nekoliko godina kroz Ivanićgradsku su prolazili mladi i stari ljubitelji znanstvene fantastike, kao i zanimljivi gosti svjetskoga glasa poput Boba Shawa, Sama Lundwalla i Joea Haldemana.
Prvi Eurocon u Zagrebu bio je 1986. godine zajedno sa SFeraKonom i zvao se Ballcon, igra riječima na Balkan, ali kako su napisali s dva slova "l", što prevedeno znači lopta, interna je šala bila tko će doći s boljom loptom na konvenciju.
Krajem osamdesetih veterani zagrebačkog fandoma malo su posustali, iako je u sklopu SFeraKona '89 po Zagrebu kružila maska Hubbardovog Terla, dijeleći reklamne letke, a nad Ivanićgradskom se nadvijao napuhan balon istog lika. Ratne je godine SFeraKon preživio skromno. Sve skučeniji prostori određivali su mnogo manji broj ljudi na konvenciji, koja je time izgubila svoju nekadašnju snagu.
Drugi Eurocon koji se trebao održati zajedno sa SFeraKonom osvojen je 1992. godine, ali je zbog rata u Hrvatskoj premješten u Njemačku.
Godine 1994. SFeraKon je po prvi puta zakoračio van Peščenice, u Studentski centar u Savskoj i privukao pažnju studenata koji za SFeru i SFeraKon inače ne bi saznali. Program se odvijao na nekoliko mjesta i nakon dužeg vremena ponovno je nalikovao prijašnjim konvencijama. Te je godine mlađa generacija preuzela inicijativu i već od 1995. započinje suradnja organizatora s Elektrotehničkim fakultetom (danas Fakultet elektrotehnike i računarstva), koji u svojim prostorima ugošćuje sve naredne SFeraKone.  Slijedi niz impresivnih gostiju: Robert Silverberg (1999.), Walter Jon Williams (2001.), Lois McMaster Bujold (2002.), George R. R. Martin (2003.), Ken MacLeod (2004.), Michael Swanwick (2006.), Bruce Sterling (2007.), Richard Morgan (2008.), R. Scott Bakker (2009.), Ian McDonald (2010).

### SFeraKon 2008. godine
- 25. – 27. travnja - Održani su jubilarni 30. Dani znanstvene fantastike
- Počasni gosti:

Richard Morgan
Predrag Raos
Jack Williamson, proglašen je počasnim duhom (Ghost of Honour) SFeraKona i odala mu se počast.
Jubilarni trideseti SFeraKon 2008. imao je dva počasna gosta (Guest of Honour) Predraga Raosa i Richarda Morgana te jednog počasnog duha (Ghost of Honour), Jacka Williamsona.
SFera se u jubilarnom SFeraKonu okrenula i sagledala svoje počasne goste kroz godine te se prisjetila kako je u Zagrebu gostovao i ovaj američki pisac koji je drugi ponio titulu Grand Master of Science Fiction. Prvi je bio Robert Heinlein. U sjećanje na zagrebačko gostovanje ovog autora koji bi, da nije preminuo prije dvije godine, samo dva dana nakon ovog SFeraKona slavio 100. rođendan, SFera je odlučila da će upravo Jack Williamson biti Ghost of Honour SFeraKona 2008. godine.

Predrag Raos, hrvatski književni enfant terrible i vrsan pisac, te jedan od najboljih autora domaće znanstvene fantastike, koji je ove godina osvojio i nagradu SFera za najbolji roman, hrvatski je počasni gost SferaKona 2008. U suradnji s Algoritmom na SFeraKon 2008. SFera dovodi i stranog gosta, britanskog pisca Richarda K. Morgana koji se proslavio prvijencem “Digitalni ugljik”. Morgan u romanu kombinira elemete cyberpunka i detektivskog romana, a radnju pokreće Takeshi Kovacs, protujunak istočnoeuropskih korijena. Godinu dana nakon objavljivanja, “Digitalni ugljik” nagrađen je nagradom
Philip K. Dick, a šuška se da je Morgan prodao filmska prava za 1 000 000 dolara, i to ni manje ni više nego Joelu Silveru, producentu koji nam je donio filmove poput sva tri Matrixa, Predatora, Weird Science, Smrtonosno oružje, Umri muški i The Warriorsa. Richard Morgan je osim SFeraKona posjetio Varaždin, Pulu i Osijek.
Središnji događaj SFerakona 2008. bila je Svečana skupština u subotu 25. travnja u 20 sati, u okviru koje su se uručile nagrade «SFERA», te nagrade pobjednicima SFerinog dječjeg natječaja zanajbolje literarne i likovne radove. Dodjelu nagrada vodio je Krešimir Mišak, urednik HTV-ove emisija Na rubu znanosti i frontmen sastava Hakuna Matata, a nagrade SFERA pobjednicima je uručio počasni gost, Richard Morgan. Najmlađe pobjednike, odnosno "dječje SFERE" tradicijski nagrađuju nakladnici sudionici SFeraKonskog sajma knjiga, a ove godine posebni sponzori nagrada za djecu i mlade bili su Blitz film & video, Discovery film & video, časopis National Geographic Junior, Planetopija i Mentor. Na konvenciji se predstavio i niz udruga koje se bave znanstvenom fantastikom i fantastikom. 
Organizirane su igraonice, turniri i demonstracije RPG igara, sajam knjiga, predavanja o nizu tema vezanih uz znanstvenu fantastiku, fantastiku i horor, te zabavni program koji uključuje tematske kvizova, među kojima je i Bočkoteka,  opći kviz znanja o znanstvenojfantastici u književnosti, filmu, likovnoj umjetnosti i glazbi s posebnim naglaskom na hrvatsku produkciju u žanru. Najuspješniji natjecatelji Bočkoteke dobili su poklon-bonove Profil Megastorea i knjige Mentora. Mlađi posjetitelji SFerakona 2008 mogli su razgledati izložbu radova svojih nagrađenih vršnjaka i sudjelovati u raznim igrama. Stariji posjetitelji mogli su se zabaviti aukcijom knjiga, igrama, Multi-antitalentshowom, Malom Grunfovom radionicom i sada već legendarnom SFeraKonskom inačicom Survivora. Održala se i SF kazališna predstava „Galaktička krstarica Seljan Brother u epizodi:Zid tame“ koja se inače izvodi na esperantu, ali je za SFeraKon bila iznimno izvedena na hrvatskome jeziku, te modna revija Tajane Štasni, mlade nadarene kreatorice koja izrađuje posebne replike kostima te odjeću vezanu uz fantastiku i SF svjetove i tematiku.

### SFeraKon 2009. godine
- 24. – 26. travnja
- Počasni gosti:

R. Scott Bakker
SFeraKon 2009. bio je u znaku je zamamnih i čarobnih svjetova zabave izniklih iz znanstvene-fantastike i fantastike. Tako je fizičar i redoviti sferakonski predavač Zdenko Franić premijerno predstavio znanstvenu fantastiku u hrvatskom stripu. U suradnji s udrugom Crotaku organiziran je prvi javni cosplay (costumeplay) u Hrvatskoj, tračak japanske popularne kulture, odnosno svojevrsna predstava kostimiranih likova iz popularnih anima i mangi. 
Vizualni fanatik, kako sebe od milja naziva bloger i ilustrator sferakonskog plakata za 2009. i naslovnice SF&F zbirke, Sadistico Shy, zapravo Dejan Barić, predstavio je kontraverznu izložbu fotomanipulacija.  Ilustrator, pisac i filmofil Aleksandar Žiljak održao je posebno predavanje i projekciju iz ciklusa SF Vintage o jednom od najpoznatijih sovjetskih SF filmova Aeliti, dok je u sklopu književnog programa bio niz predavanja o SF književnicima; Milena Benini i Marko Fančović razotkrili su tajne SF velikana Michaela Moorcocka. 
Uz predstavljanje niza udruga koje se bave znanstvenom fantastikom i fantastik omorganizirane su igraonice, turniri i demonstracije RPG igara, zatim sajam knjiga, te zabavni program koji već tradicijski uključuje popularnu Bočkoteku, opći kviz znanja o znanstvenoj fantastici s posebnim naglaskom na hrvatsku produkciju u žanru, proslavljenu igru SFeraKon Survivor u petak navečer te izazovnu Grunfovu radionicu
u nedjelju. Ove godine uvedene su tri nove zabavne igre: glazbena igra SFera traži zvijezdu, Sfikšineri i Debatni klub.
Počasni gost SFerakona 2009., bio je kanadski fantastični pisac R. Scott Bakker, veliki zaljubljenik u književni opus J.R.R. Tolkiena, kojeg je društvo SFera dovelo u Hrvatsku u suradnji s Algoritmom. Bakker je, ponesen zamamnim svjetovima zabave koje je stvarao kao gamemaster RPG igre Dungeons & Dragons, počeo pisati te postao vrlo plodan fantastični pisac. Bakker je na SFeraKonu predstavio hrvatski prijevod Tisućslojne misli, završne knjige svoje trilogije „Princ ničega“ i roman Rasudno-oko, prvu knjigu iz svoje nove serije o Aspekt-Caru.
Središnji događaj SFerakona 2009. bila je svečana skupština u subotu 25. travnja u 20 sati, u okviru koje su se uručile nagrade „SFera“ te nagrade „SFerice“, nagrade pobjednicima SFerinog dječjeg natječaja za najbolje literarne i likovne radove. Nagrade „SFera“ pobjednicima je uručiio počasni gost, R. Scott Bakker. 
Najmlađe pobjednike tradicijski nagrađuju nakladnici sudionici SFeraKonskog sajma knjiga, a 2009. bili su posebni sponzori nagrada za djecu i mlade časopis NationalGeographic Junior, Planetopija, Izvori, Dicovery film &video, Blitz film & video i Continental film.
SFeraKonski program za najmlađe, organiziran u subotu popodne, predvodile su najmlađe predavačice na SFeraKonu dosad, tinejdžerice Leona Getz i Jelena Zlatar koje su održale predavanje o fenomenu zvanom Sumrak ili engleski Twilight. Riječ jeo nizu knjiga i blockbuster filmu o vampirima tinejdžerima. Nadalje, na SFeraKonu je organizirana izložba likovnih radova mladih iz svih dijelova Hrvatske dobitnika nagrade SFericama, kao i brojne zabavne igre. U sklopu dječjeg filmskog programau subotu popodne održala se projekcija uspješnice Čimpanze u svemiru (SpaceChipmunks). 
Nedjelja je kao i uvijek poseban popularno-znanstveni dan na Sferakonu: tada se održava niz predavanja s naglaskom na „tvrdu“ znanost. Fizičar Davor Horvatić održao je predavanje o mogućnosti putovanja bržeg od svietlosti, a bila su još predavanja o Kvantnoj teoriji seksa, Paralelnim svemirima, Realnosti života od 1000 godina i Opčinjenosti pomrčinom sunca.

### SFeraKon 2010. godine
- 23. – 25. travnja
- Tema: Retro znanstvena fantastika, s posebnim naglaskom na steampunk i space operu, koji su tema ovogodišnje SFeraKonske zbirke Parasvemir.

- Počasni gosti:

Ian McDonald
Milena Benini
Ovogodišnji SFeraKon, 32. po redu, poklapao se s dva velika nesvakidašnja i krajnje neočekivana događaja – najavom američkog predsjednika Baraka Obame da su Amerikanci nakon 50 godina spremni na idući veliki korak u svemiru slanje čovjeka na Mars i prizemljenju svih zrakoplova nad Europom zbog oblaka vulkanskog pepela s Islanda. Stoga je SFeraKon 2010. bio u znaku steampunka i spaceopere.
Spaceoperu kao znanstvenofantastični žanr karakterizira maštovitost načina na koje se putuje kroz svemir, što će morati biti odlika i američkog putovanja na Mars, koje je za ljudsku posadu iznimno zahtjevno. S druge strane, steampunk kao žanr karakterizira, između ostaloga, i uporaba alternativnih goriva koja su danas više nego aktualna imajući u vidu da se motorima pokretanim fosilnim gorivima ne može nadlijetati Europa.
«Ako je u 21. stoljeću moguće da jedna prirodna pojava zaustavi kompletan zračni promet nad Europom, prijeti zdravlju tisuća njenih stanovnika, a da nitko ne zna koliko će ta vulkanska aktivnost na Islandu trajati, onda tko može reći da nas priroda ne tjera na inovativnost kakvu su u svojim djelima pokazali autori steampunka i space opere?», izjavila je Mihaela-Marija Perković, članica organizacijskog odbora SFeraKona 2010. 
SFeraKon 2010., koji organizira udruga SFera uz podršku Grada Zagreba i Zagrebačkog foto kino saveza, ove godine imao je dva počasna gosta. Strani počasni gost SFeraKona 2010. bio je britanski SF pisac Ian McDonald, dobitnik brojnih nagrada, uključujući Huga, Locusa, Dick, Kurt Laawitz, te nekoliko nagrada BSFA-e. Najpoznatiji je po romanima i novelama na temu space opere, nanotehnologije i cyberpunka, a omiljen među neengleskom publikom zbog smještanja svojih romana u južnu Ameriku (Brasyl) i Aziju (The River of Gods).
Počasna domaća gošća SFeraKona 2010. bila je Milena Benini, ugledna teoretičarka znanstvenofantastične književnosti, te plodna SF spisateljica, posebno u žanru steampunka. Beninijeva je višestruka dobitnica prestižne domaće žanrovske nagrade SFere, koju je osvojila i ove godine za priču „Plešimo zajedno pod polariziranim nebom“.
Središnji događaj SFerakona 2010. bila je svečana skupština u okviru koje su se, u subotu 24.travnja u 20 sati, uručile nagrade SFERA te SFERICE - nagrade pobjednicima SFerinog dječjeg natječaja za najbolje literarne i likovne radove. Nagrade su uručivali počasni gosti, Milena Benini i IanMcDonald.
Po prvi je put u goste došao cijenjeni hrvatski astronom i voditelj zvjezdarnice u Višnjanu, Korado Korlević, čija je zvjezdarnica trenutačno 13. po redu najproduktivnijih tragača za asteroidima.
Korado je s obzirom na retro temu konvencije držao predavanje o astroarheologiji.
Među znanstvenim predavanjima posebno se izdvajalo i ono Davora Horvatića, omiljenog SFeraKonskog predavača, koji je 2009. pričao o kvantnom samoubojstvu i besmrtnosti, dok je Dejan Vinković, docent na Odjelu za fiziku PMF-a u Splitu, predavao o udarima asteroida na zemlju.
SFeraKon je 2009. godine, osim hrvatskih znanstvenika i žanrovskih udruga, imato i niz gostiju iz susjednih država. U goste je došao mladi sarajevski SF klub „SASFC – Sarajevo Science Fiction Club“ s vrlo zanimljivim program predstavljanja bosanskog SF-a, te Društvo ljubitelja fantastike „Lazar Komarčić“ iz Beograda s brojnim zanimljivim gostima, među kojima je i Goran Skrobonja, jedan od najrelevantnijih žanrovskih izdavača, pisac i prevoditelj žanrovske literature u Srbiji. Njegova je izdavačka kuća Paladin objavila je srpski prijevod romana Brasyl Iana McDonalda neposredno prije početka SFeraKona.
I na ovom su SFerakonu bile organizirane igraonice, turniri i demonstracije RPG igara, sajam knjiga, tematske izložbe, kvizovi, igre i radionice, kao što su Grunfova radionica u nedjelju, kreativna radionica izrade steampunk naprava i nakita, te radionica pisanja steampunk romana. 

### SFeraKon 2011. godine
- 13. – 15. svibnja
- Tema: Regionalne produkcije SF-a

- Počasni gosti:

Goran Skrobonja
Darko Tuševljaković
Oto Oltvanji
Dave Lally
SFeraKon 2011 bio je u znaku regionalne produkcije ZF-a. Dok su u Hrvatskoj vrlo snažni znanstvena fantastika i fantastika, u Srbiji vlada horor. A kakav točno, ispričao je počasni gosti SFerakona 2011, renomirani srbijanski ZF pisci Goran Skrobonja, Darko Tuševljaković i Oto Oltvanji. Kad dođe do horora, najveći je autoritet u regiji definitivno Oto Oltvanji koji je prije nekoliko godina napisao uvodnik o tom podžanru znanstvene fantastike za prvu hrvatsku zbirku horora, a ove je godine predstavio svoj roman Kičma noći, koji opisuje kao „žestoki krimić, ljubavna priča i egzistencijalistički horor, političko-erotski triler začinjen rock’n’rollom, kung-fuom i oštrim zubima.“ Tuševljaković je vodito natjecanje u pisanju ZF Twitter priče, a Skrobonja je s hrvatskim obožavateljima podijelito svoje iskustva o fantastičnom stvaralaštvu u regiji: pisanju, prevođenju i izdavanju ZF-a.
Na domaćem se terenu događao pravi boom ZF filmova: u prošloj ih je godini snimljeno čak sedam. A na SFeraKonu se prvoga dana predstavilo njih pet. Od filmova koji su već prikazivani ili su se upravo prikazivali, predstavila su se tri profesionalna domaća filma. „Lavanderman: Istina ili mit'“ predstavlja scenarist Toni Faber. Promovirao se i „Transfer“, redatelja Damira Lukavičevića, ZF drama o bogatašima koji kupuju tijela mladih kako bi doživjeli novu mladost. Film „Show Must Go On'“ predstavili su Nevio Marasović (redatelj i scenarist) i Tom Vujnović (koproducent i majstor specijalnih efekata).
Predstavila su se dva amaterska domaća postapokaliptična ZF filma: „Vektor“ i „Mjesto na kojem je umro posljednji čovjek“.
Scenaristica čije se priče mogu pročitati u prvim SFeraKonskih zbirkama, Irena Krčelić, također je prvoga dana predstavila film za koji je napisala scenarij „Duh babe Ilonke“, a u drugoga dana (subota) zahvaljujući njoj SFeraKonski program za najmlađe također je bio u znaku filma: Krčelić je održala radionicu o filmu za mlade ljubitelje ZF-a pod nazivom „Napravi svoju spačku“. Kao i uvijek SFeraKon je ugostio izložbu likovnih radova mladih iz svih dijelova Hrvatske koji su dobili SFERICE, kao i brojne zabavne igre.
Domaća se produkcija nije zahuktala samo na književnom i filmskom planu, već i na području igara. SFeraKon tradicijski ima igraonicu, a ove su se godine uz niz turnira i demonstracija RPG i LARP, predstavile i tri hrvatske igre:
- Uskoci, povijesna kartašaka igra mlade domaće izdavačke kuće za društvene igre Amalgam
- Maldoria, igra na ploči inspirirana legendom o Crnoj kraljici u izdanju tvrtke Dedal Komunikacije
- Pandook! SF igra na ploči izdavačke kuće Studio Spektar

Četvrti počasni gost SFeraKona 2011 je Dave Lally, predsjednik Europskog društva za znanstvenu fantastiku. Lally je na SFeraKonu predstavio koncept Eurocona, konvenciju koja se 2012. godine održava u Zagrebu i za koju je najavljen slavni američki autor Tim Powers kao gost. Lally, koji aktivno sudjeluje i na nizu filmskih događanja vezanih uz žanr, održao je predavanje o ZF-u na britanskoj televiziji.
Središnji događaj SFerakona 2011 bila je svečana skupština u subotu 15. svibnja u 20 sati, u okviru koje su se uručile nagrade „SFERA“ te nagrade „SFERICE“, nagrade pobjednicima SFerinog dječjeg natječaja za najbolje literarne i likovne radove. Nagrade „SFERA“ pobjednicima je uručio počasni gost, Dave Lally. Najmlađe pobjednike tradicijski nagrađuju nakladnici sudionici SFeraKonskog sajma knjiga, a ove godine posebni sponzori nagrada za djecu i mlade bili su Algoritam, Discovery film&video, Knjiga u centru, Kraš, Mentor i Zagrebačka naklada. Dodjelu nagrada SFERA vodio je HTV-ov novinar i sam nagrađivani ZF pisac, Krešimir Mišak.
Tradicijski se na SFeraKonu održao i niz predavanja o žanrovskim temama, a među onim znanstvenim izdvaja se ono Ante Radonića o Svemirskim tehnologijama i privatnim tvrtkama a tu su još i Sexy Barbarella, Budućnost knjiga i Digitalno retuširanje u ZF filmu.
Kao i svake godine na SFeraKonu je i sajam knjiga, a svoje geekovske vještine može se provjeriti u uvijek vrlo dobro posjećenoj i zanimljivoj Bočkoteci, općem kvizu znanja o znanstvenoj fantastici s posebnim naglaskom na hrvatsku produkciju u žanru, proslavljenoj igri SFeraKon Survivor petkom navečer te na Grunfovoj radionici nedjeljom.

### SFeraKon 2012. godine
- 26. travnja 2012. – 29. travnja 2012.
- Počasni gosti:

Tim Powers
Charles Stross
Dimitri Gluhovsky
Darko Macan
- Počasna gošća:

Cheryl Morgan
- Ghosts of Honour

Joanna Russ
Andre Norton

Konvencija Kontakt, koja je spajala 34. SFeraKon i 34. Eurocon, održavala se u trajanju od četiri dana od četvrtka, 26. travnja 2012. do nedjelje, 29. travnja 2012., u hotelu International te na Fakultetu elektrotehnike i računarstva u Zagrebu.
Program konvencije održavao se na hrvatskome i engleskome jeziku.
Počasni gosti Kontakta neki su od najpoznatijih svjetskih ZF autora: Tim Powers, Charles Stross, Dimitri Gluhovsky, i Darko Macan,  urednica i organizatorica službene svjetske konvencije znanstvene fantastike Worldcona Cheryl Morgan ovogodišnja je fandomska počasna gošća.

#### Program Kontakta
Središnji događaj Kontakta bila je svečana dodjela nagrada koja se održavala u subotu 28. travnja u 20 sati, u okviru koje se uručivao niz žanrovskih nagrada. Nagrade pobjednicama i pobjednicima SFerinog dječjeg natječaja za najbolje literarne i likovne radove, „SFERICE,“ uručio je domaći počasni gost i višestruko nagrađivani pisac za djecu, Darko Macan. Najmlađe pobjednike tradicijski nagrađuju nakladnici sudionici SFeraKonskog sajma knjiga, a 2012. godine posebni su sponzori nagrada za djecu i mlade su Algoritam, Kraš, Egmont, Mentor, Planetopija i Zagrebačka naklada.
Nagrade „SFERA“ pobjednicima su uručili počasni gosti, Tim Powers, Charles Stross, Dmitri Gluhovsky i Cheryl Morgan. Osim tradicijske dodjele SFERA i SFERICA, 2012. su se godine na Kontaktu dodijelile i eurokonske nagrade za znanstvenu fantastiku o kojima su europski delegati i posjetitelji Kontakta odlučili na samoj konvenciji. Dodjelu nagrada vodio HTV-ov novinar i sam nagrađivani ZF pisac, Krešimir Mišak.
Novost u bogatom programu bili su paneli koji su se održavali na engleskom jeziku, a u kojim su sudjelovali zaljubljenici u ZF iz cijele u Europe, kao i počasni gosti, a posebno se isticao panel o vampirima s Timom Powersom, te paneli o e-izdavaštvu, besplatnim ZF pričama na internetu sa svim počasnim gostima te panel o europskoj tvrdoj znanstvenoj fantastici. Te je godine tu bio i poseban Kutak za čitanje gdje će autori iz cijele Europe čitati svoje priče na engleskom, a za sve one koji su u krizi dobili podmladak, Kontakt ima poseban program Kontakt Kids koji se sastoji od niza tematskih radionica te glazbene radionice Music Together u subotu, a za odrasle tu je bila i posebna zabava u zagrebačkom klubu Boogaloo u petak. Naravno, sve to uz standarni program pun zanimljivih prezentacija, predavanja, susreta, radionica, RPG-a i Larpa.
Na Kontaktu je održana i službena Maškarada a svi posjetitelji koji su u četvrtak, na prvi dan konvencije, došli u kostimu imali su za taj dan besplatan ulaz.
SFerakon je 2012. godine zabilježio 1300 posjetitelja.

### SFeraKon 2013. godine
- 10. – 12. svibnja 2013.
- Počasni gosti:

Danielle Trussoni
Esad Ribić
- Ghost of Honour

Krsto A. Mažuranić
Počasni su gosti SferaKona 2013. Danielle Trussoni, autorica romana "Angelologija", i "Angelopolis", napetih priča o zavođenju i oslobađanju, o potrazi za blagom i božanskim ratovima, u kojima se isprepleću povijest i mitovi te Esad Ribić, crtač stripova i ilustrator svjetskog glasa, publici najpoznatiji po stripovima Četvorica konjanika, Loki i Srebrni letač.
Središnji događaj SFeraKona 2013. svečana je skupština u subotu, 11. svibnja u 20 sati, u okviru koje će se uručiti nagrade „SFERA“, najstarije hrvatske žanrovske nagrade te nagrade „SFERICE“, nagrade pobjednicima SFerinog dječjeg natječaja za najbolje literarne i likovne radove.
Uz redovni program ispunjen znastvenim i literarnim predavanjima, posjetitelji SFeraKona testirat će svoje geekovsko pamćenje, znanje i reflekse na kvizovima veznima uz Igru prijestolja, Gospodara prsetnova te na tradicionalnoj Bočkoteci. Tu je i turnir igranja popularnih videoigara na Playstationu 3 u organizaciji Udruge Ichidan. SferaKon tradicijski donosi i izvrstan sajam žanrovskih knjiga, natjecanje za izbor najboljih kostima te niz kreativnih radionica osmišljenih da posjetitelje nauče novoj vještini, poput kaligrafskog pisanja tengwarom ili izrade drevnog kineskog zmaja.
Posebno zanimljivo bit će predstavljanje prve hrvatske ZF serije  "Jugoistočno od Razuma" premijerom najave prve epizode u subotu koju će voditi Ratimir Rakuljić, autor projekta spomenute serije.
Srednjoškolku Andreu majka ostavlja na čuvanje kod polubrata i njegove trudne djevojke, te nestaje bez traga. Andrea je uglavnom nezainteresirana spram svijeta i svoj život živi kroz TV a u zadnje vrijeme njene noće more postaju sve intenzivnije te kreće u potragu za majkom i odgovorima na pitanja iz svojih snova. Glume Doris Teur, Ivica Gunjača i Dinka Vuković. 
Svaki posjetitelj s uplaćenom kotizacijom za SFeraKon 2013., dobiva 19. SFeraKonsku zbirku spekulativne fikcije. Ovogodišnja zbirka zove se Tamna, tmasta tvar, a uredili su je Tatjana Jambrišak, Darko Vrban i Ivana Delač. Autor naslovnice je Marko Dješka.

### SFeraKon 2014. godine
- 16. – 18. svibnja 2014.
- Tema: alternativna stvarnost
- Počasni gosti:

Chris Beckett
Na Fakultetu elektronike i računarstva u Zagrebu okupilo se preko tisuću ljubitelja znanstvene fantastike i srodnih žanrova koji su imali priliku provesti vikend slušajući raznovrsna i zabavna predavanja, sudjelujući na zanimljivim radionicama i pokazujući znanje u kvizovima i igraonicama.
Počasni gost ovogodišnjeg SferaKona bio je britanski pisac znanstvene fantastike Chris Beckett, diplomirani socijalni radnik, psiholog i anglist koji piše o nesretnim, disfunkcionalnim, a ponekad i nasilnim te incestuoznim obiteljima. Za roman „ Dark Eden“ 2012. godine dobio je prestižnu žanrovsku nagradu Arthur C. Clarke.
„Volim slobodu koja mi dozvoljava da izmišljam stvari i igram se s idejama. Kada već izmišljaš likove, zašto ne izmisliti i novi svijet? To je ono što mi odgovara,“ kaže Beckett o pisanju SF-a.
Središnji događaj SFeraKona bila je svečana dodjela nagrada SFERA i SFERICA koja se održala u subotu, 17. svibnja, u 20 sati. Nagrada SFERA dodjeljuje se za najbolje domaće žanrovsko djelo objavljeno u protekloj godini u nizu kategorija, dok je SFERICAMA nagrađeno preko 50 djece iz osnovnih i srednjih škola koji su sudjelovali u SFerinom natječaju za najbolje literarne i likovne radove djece i mladih. Na natječaj je iz Hrvatske pristiglo preko 1600 radova.
Tema alternativne stvarnosti koja je znanstvenoj fantastici i srodnim žanrovima draga od samih početaka, danas je nešto što znanstvenici ozbiljno istražuju. SFeraKon, koji tradicijski spaja zabavu, znanost i zezanciju tako je ove godine one malo mlađe posjetitelje podsjetio na sve što su o paralelnim svjetovima i alternativnoj povijesti pisali SF klasici, novinar Tomislav Hrastovčak je pričao o filmskim alternativnim svjetovima, pisac Marko Fančović o ratovima kao ishodištu drugačije povijesti, a fizičar Dario Hrupec o paralelnim svjetovima koje dopušta fizika.
Filmski progam donosi Reviju kratkog SF filma u kojoj je prikazano 15 filmova mladih, nepoznatih, ali izvrsnih filmaša koji su tek započeli svoj autorski rad, no već privlače pozornost. Neki su već osvojili oveći broj nagrada na raznim natjecanjima i festivalima, a jedan od njih, zapaženi „Abe“ autora Roba McLellana, otkupila je produkcijska kuća MGM ne bi li snimila dugometražni film temeljen na temama iz filma.
Uz zabavne tematske kvizove, igre - ove je godine vraćen SFeraKon Survivor - sajam i aukcije knjiga, ove godine na programu bile su čak tri spisateljske radionice. Prvu je držao počasni gost SFeraKona, Chris Beckett, drugu dobitnica SFERE, Milena Benini, koja je ujedno i predsjednica žirija natječaja za kratku SF priču Večernjakovog iQ magazina. Treću, o stvaranju uvjerljivih svjetova, održao je Nikolas Lloyd, posebni predavač koji je osim radionice, predstavio i svoju steampunk komediju, film The Adventures of Stoke Mandeville, Atronaut and Gentleman.  Na igraonici bilo je igara za svačiji ukusu, a predstavljen je jedan sasvim novi, hrvatski LARP nastao prema fantastičnoj trilogiji Zmije Nikonimora Sanje Lovrenčić.
U okviru Maškarade na ovogodišnjem cosplayju bilo je još više kategorja, među kojima i posebna tematska – Igra prijestolja (Game of the Thrones).

## Vanjske poveznice
- Službena stranica SFeraKona

|  | Zajednički poslužitelj ima još gradiva o temi SFeraKon |

 Napomena: Ovaj tekst ili jedan njegov dio preuzet je s internetskih stranica SFere ili SFeraKona. Vidi dopusnicu za Wikipediju na hrvatskome jeziku.